# Ворота Мурада
Ворота Мурада — большой портал, расположенный на восточной стене центрального двора комплекса Дворца Ширваншахов. Является единственной постройкой XVI века на территории комплекса.

## Историческая обстановка
В 1576 году после смерти шаха Тахмасиба I на престол восходит его преемник шах Исмаил II. Новый правитель, не соблюдая условия заключённого в 1555 году Амасийского договора, пытается привлечь на свою сторону османских эмиров. Поэтому османский султан Мурад III поручает бейлербею Вана обеспечить стабильность в регионе. Отношения становятся ещё более напряжёнными после того, как вали сефевидского Луристана примыкает к османам. После смерти шаха Исмаила II в 1577 году начинается борьба за престол. В такой сложной для государства Сефевидов политической обстановке султан Мурад III объявляет ему войну.
Война, охватывавшая 1578—1590-е годы, на севере шла на Кавказском фронте, на юге — на иракском фронте. В 1578 году на сефевидский престол взошёл Мухаммед Худабенде. В результате
Чилдырской битвы, произошедшей 9 августа 1578 года между османской и сефевидской армиями, Сефевиды потеряли контроль над всей Грузией, в том числе и Тифлисом. В результате битвы с факелами между османами и сефевидами в 1583 году Дагестан и Ширван перешли под контроль османов. Их границы на востоке расширились максимально, они впервые получили доступ к
Каспийскому морю. Согласно Стамбульскому договору, подписанному османами и сефевидами в 1590 году, был признан переход под власть османов всего Северного Азербайджана, за
исключением Талышского региона, территории Южного Азербайджана от Карабаха до Мараги.

### Строительство
Ворота Мурада являются единственной постройкой XVI века на территории комплекса Дворца Ширваншахов. Надпись на арабском языке между двумя медальонами на верхней части портала гласит:

Повелел построить это благородное здание, в дни правления справедливейшего и величайшего султана Мурада III, Улу Раджаб-баба Бакуви в 994 года хиджры (1585-1586 – по григорианскому календарю).
Построил его тебризский зодчий Амиршах.

### Функция
Если обратить внимание на генеральный план дворцового комплекса, то становится очевидным, что в этой части двора нет даже ни одной двери, через которую можно попасть в здание дворца. Поэтому портал как бы обособлен и не «увязан» с примыкающими к нему стенами. Портал построен из облицовочных камней хорошей тёски с тонкими швами, хорошо разрезанными. Стена же, сложенная из грубо отёсанных камней, ни по размерам, ни по швам не отвечает кладке портала и производит впечатление временного характера и более позднего происхождения.
С.Дадашов и М.Усейнов отмечают, что, возможно, кто-то из правителей хотел построить здесь здание, но что-то ему помешало. К тому же, согласно надписи на портале, здесь было велено
построить именно здание, а не ворота.

## Архитектурные особенности
Портал расположен на восточной стене центрального двора комплекса Дворца Ширваншахов. Архитектурно он выдержан в стиле диванхане и усыпальницы Ширваншахов, но по качеству обработки и декорировки уступает им.
В порталах диванхане и усыпальницы Ширванханов невысокий, но хорошо прорисованный дверной проём являлся своего рода масштабом, благодаря которому создавалось впечатление большой монументальности и даже грандиозности самого портала. Здесь этого нет, входная часть портала с широким, низким, непропорциональным проёмом, значительно ослабляет общее впечатление.